# Michael Ausserer
Michael Ausserer (* 4. August 1980 in Bozen) ist ein Südtiroler Journalist, ehemaliger Sendechef der PULS 4-TV-Sendung Café Puls, ehemaliger Chefredakteur der Wiener Kirchenzeitung Der Sonntag und seit Dezember 2020 Geschäftsführer des Medienunternehmens Niederösterreichisches Pressehaus. Ende April 2025 hat er das Unternehmen verlassen, steht jedoch weiterhin in beratender Funktion zur Verfügung.

## Leben
Michael Ausserer stammt aus Südtirol. Er besuchte in Bozen das katholische Gymnasium der Franziskaner und studierte anschließend an der Universität Wien Publizistik- und Kommunikationswissenschaft und Geschichte. Nach Erfahrungen bei RAI Bozen und dem ORF-Landesstudio Tirol heuerte Ausserer 2004 beim neuen Wiener Stadtsender Puls TV an (seit 2007 PULS 4 als Teil von ProSiebenSat.1 Media). 
Dort leitete er das Frühstücksfernsehformat Café Puls von 2013 bis 2016. Von September 2016 bis November 2020 war Ausserer Chefredakteur des Medienhauses der Erzdiözese Wien. Im Dezember 2020 wechselte Ausserer ins Niederösterreichische Pressehaus. Ende April 2025 hat er die dortige Geschäftsführung vollständig an seinen Nachfolger Gert Bergmann übergeben.
Michael Ausserer moderiert regelmäßig Veranstaltungen im kirchlichen, sozialen und wirtschaftlichen Bereich und tritt darüber hinaus auch als Speaker in verschiedenen österreichischen Medien in Erscheinung.
Seit Frühjahr 2020 ist Ausserer Mitglied im „Aufdecker Netzwerk“ gegen Falschinformation in Bezug auf das Corona-Virus und Fake-News. Das Netzwerk besteht aus derzeit ca. 20 Teilnehmern und setzt sich aus Vertretern der österreichischen Medien sowie Experten aus der Zivilgesellschaft, der Wissenschaft und Forschung zusammen. Es wurde am 19. März 2020 vom Digitalen Krisenstab im Bundeskanzleramt ins Leben gerufen.
Michael Ausserer ist verheiratet und Vater von zwei Kindern.